# 椎葉クニ子
椎葉 クニ子（しいば クニこ、1924年〈大正13年〉 - 2023年〈令和5年〉6月21日）は、日本の農家、民宿経営者。宮崎県東臼杵郡椎葉村の熊本県境に近い山間部で、縄文時代からの伝統の焼畑農業に取り組み続けた。その一方で、村内の自宅で民宿を経営し、焼畑で生計を立てていた生活の語りや、ドキュメンタリー映画への出演などを通して、持続的かつ循環的な有機農法を伝承することに貢献した。豊富な植物の知識により、「歩く植物図鑑」とも呼ばれた。姓の「椎葉」は椎葉村に多い姓であり、出生名も結婚後の夫の名も共に椎葉姓である。

## 経歴
宮崎県椎葉村の奥地である日添地区で誕生した。10歳の頃から両親の焼畑を手伝い、父や村人から、食用や薬用の植物、生活に有用および有害な植物を教わって育った。このことで、近隣のほとんどの植物を識別できるほどの知識を身につけた。
尋常小学校を卒業して間もなく、大阪の紡績工場で1年間働いた。郷里を離れたのはこのときのみで、この1年間以外の生涯を椎葉の山地で過ごした。1945年（昭和20年）に結婚し、以来、先祖代々受け継ぐ標高900メートル、50ヘクタールの山野、周囲の民家のほとんど無い環境で、焼畑農業を続けた。1955年（昭和30年）頃より、農業の近代化に伴って焼畑を行う農家が減少し、やがて焼畑は椎葉家が唯一となった。
1980年代後半の頃より、専門家や学生の訪問が増えたことから、1990年（平成2年）に「民宿焼畑」を始めた。商売というより自宅を開放したようなもので、ここで宿泊客らを相手に、焼畑で生計を立てていた頃の村の生活の模様を語った。1995年（平成7年）には、植物と生活との関連についての語りをまとめた『おばあさんの植物図鑑』が刊行された。宮崎県立博物館の職員が、その植物の知識の広さに驚き、聞き書きをまとめて書籍化したものである。2001年（平成13年）には農業を長男に譲ったものの、民宿の客への語りは依然として、自身の独壇場であった。
2002年（平成14年）には、椎葉村の地域づくりグループ「土風緑の会」のシンポジウムで、パネリストとして登壇した。2005年（平成17年）には、国土緑化推進機構により、森林や木に優れた知識と技術を持つ「森の名手・名人100人」に、夫と共に認定された。2006年（平成18年）には宮崎市内で「クニ子さんの植物知恵袋」とのテーマで、「森の名人」としての講演を行ない、長年にわたって培った野草や山菜の知識を披露した。
2011年（平成23年）には、焼畑を中心とした生活を追うドキュメンタリー番組『NHKスペシャル クニ子おばばと不思議の森』がNHKで放映され、第38回放送文化基金賞テレビドキュメンタリー番組優秀賞など大きな反響を呼び、日本国外ではアメリカ国際フィルム・ビデオ祭のドキュメンタリー環境エコロジー部門でゴールド・カメラ賞を受賞、国際エミー賞にもノミネートされた。同2011年、宮崎市のシンポジウム「市民と森林をつなぐ国際森林年の集い in 宮崎」に参加し、森林や林業についての語り合いの場で、自然の恵みの享受のために林業を次世代が継承することを大切であることを訴えた。
2022年（令和4年）夏に、下半身の不調により、椎葉村内の特別養護老人ホームに入所した。翌2023年（令和5年）の白寿の誕生日には、子供たちや村民たちからの祝いに大喜びしていた。2023年5月頃までは食欲もあって元気だったが、2023年6月、椎葉村内の病院で、老衰のために99歳で死去した。

## 人物・評価
1990年代以降においては、焼畑農業を続ける、日本でほとんど唯一の農家とされた。作家の立松和平は、民宿焼畑に何度か宿泊する内に、その人柄に「胆力のある古い日本人の姿を感じた」といい、焼畑農業を続けていることについて「グローバルスタンダードの時代に逆行するようにも見えるが、自然に対する知識を体で身に付けているクニ子さんのような人は、人類で最後まで生き延びるのではないか」とまで語っていた。
豊富な植物の知識により「歩く植物図鑑」とも呼ばれた。専門家からも「クニ子博士」と呼ばれて、一目置かれる存在であった。先述の『おばあさんの植物図鑑』は、民俗学者の野本寛一により「民俗学的にも貴重な資料」「学校の教材や村おこしの資料としても使えそう」、歴史学者の石井進により「資源の有効利用に徹した生活のすばらしさが生き生きと描き出されている」「文章はわかりやすく（中略）技術面に詳しいのが特色」と、高く評価されている。宮崎市議会議員の黒田奈々は、「人生に影響を与えた本」として同書を挙げ、「自然を畏敬し、自然と共に生きてきた人々の生活と文化を知ることで、現代に暮らす私たちが忘れ失いかけているものに気付かされる」「日本の農業や林業の今後を考える上でも示唆に富む」と評価している。
明るい人柄によって、民宿焼畑には口コミで日本全国から客が集まった。山菜や野草による手料理も評判を呼んだ。かつて米が入手が困難な時代の窮乏食であったヒエ、アワ、野草も、逆に健康食と呼ばれて人気を博した。日本国外からも、フィリピンやボリビアなどから視察者が訪れ、その数は17か国に達した。
クニ子の没後に、椎葉村の村長である黒木保隆は、焼畑をはじめとする高千穂郷・椎葉山地域の農林業が国際連合食糧農業機関の世界重要農業遺産システムに認定されたことを振り返り、「クニ子さんの焼畑が大きな役割を果たしてくれました」と称えた。前村長の椎葉晃充は「椎葉の伝統文化を引き継ぎ守ってくれ、植物などいろんな面でも物知りな方でした」と語った。

## 出演
- 森聞き（2011年） - 焼畑農業の語り部として出演[13]。
- 千年の一滴 だし しょうゆ（2015年） - 最古のシイタケ栽培技術を受け継ぐ農家として出演[26][27]。

## 著作
- 『クニ子おばばと山の暮らし』WAVE出版、2013年7月20日。ISBN 978-4-87290-637-0。